# Tegan and Sara
Tegan and Sara är en kanadensisk popduo som består av tvillingarna Tegan Rain Quin och Sara Kiersten Quin. Tegan och Sara, födda 1980 i Calgary i  Alberta, startade sitt band 1995. Båda musikerna är låtskrivare och sjunger, spelar gitarr och keyboard. Bandet har släppt sju studioalbum sedan starten, med musik som spänner från akustisk folkrock till punkig new wave. Med 2007 års The Con nådde de sina första listframgångar i Kanada och USA.

## Historik

### Bildandet och vägen till skivkontrakt (1995–1999)
Tvillingarna Tegan och Sara Quin (födda 19 september 1980 i Calgary, Alberta) började spela gitarr och skriva musik tillsammans i 15-årsåldern. Duon, som då kallade sig för Plunk, använde skolans musikutrustning för att spela in två demoalbum 1997. 1998 vann duon en lokal musiktävling i Calgary, "Garage Warz", och året därpå släppte de sitt debutalbum Under Feet Like Ours på egen hand under etiketten Plunk Records. Albumet väckte intresse hos Neil Youngs manager Elliot Roberts, som i april 2000 erbjöd dem kontrakt med skivbolaget Vapor Records.

### De första albumen (2000–2004)

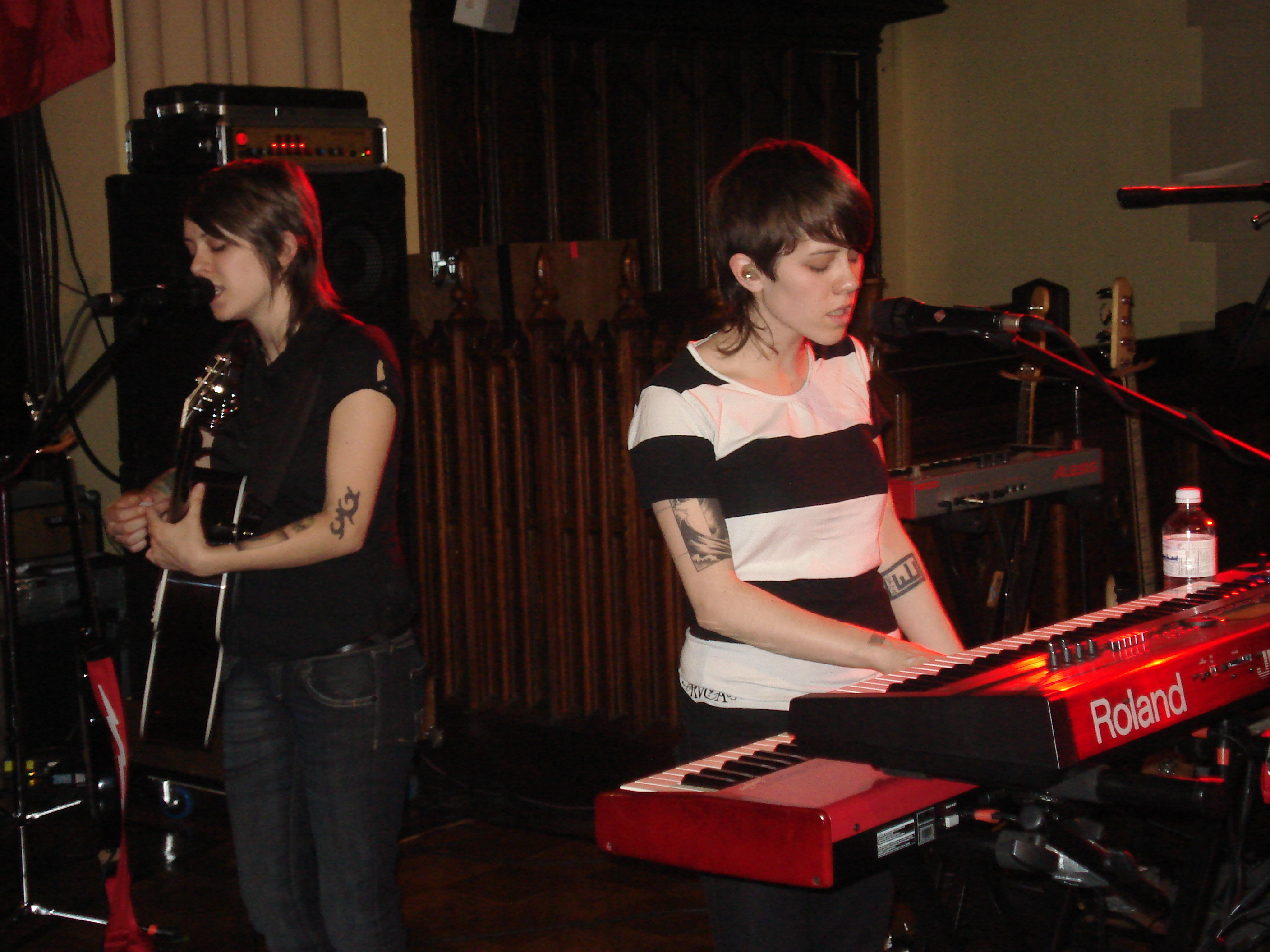
Tegan and Sara uppträder i Kingston i Ontario 2007.

Tegan and Saras första album på Vapor Records, This Business of Art, släpptes i juli 2000. Det var producerat av den kanadensiske singer-songwritern Hawksley Workman och inspelat i hans studio i Toronto. William Ruhlmann på Allmusic noterade dess simpla och jordnära akustiska sound. Albumet efterföljdes av en världsturné och ett tv-framträdande på The Late Show with David Letterman. 2002 släpptes deras tredje album, If It Was You, inspelat vid The Factory Studios i Vancouver under produktion av John Collins och David Carswell. Det innehöll tre singlar; "I Hear Noises", "Monday Monday Monday" och "Time Running". Gruppen byggde upp en bredare publik i samband med albumet So Jealous från 2004, som visade upp en ny riktning från indiefolk till mer 80-talsinspirerad pop. Singeln "Walking with a Ghost" spelades in som titelspåret på en EP av The White Stripes och So Jealous kom att bli Tegan and Saras första guldcertifierade album i Kanada. "Vi gick från att inte sälja några skivor till att sälja tusentals skivor och fick tusentals följare", har Tegan sagt.

### Genombrottet (2005–2011)

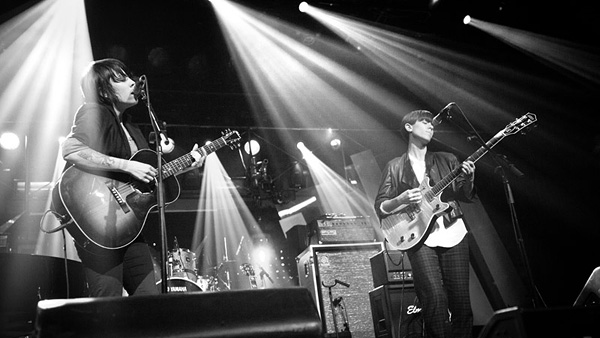
Tegan and Sara live vid Polaris Music Prize-galan 2010.

Bandets femte album, The Con, skrevs under en period av intensiv känslomässig kaos för både Tegan och Sara. Sara kämpade med kanadensiska migrationsmyndigheter för att få hennes amerikanskfödda flickvän ett arbetsvisum så att de kunde bo tillsammans, medan Tegan nyligen hade avslutat ett fem år långt förhållande. Inför albumet inleddes ett samarbete med Death Cab for Cuties gitarrist Chris Walla och trummis Jason McGerr. Därtill samarbetade Tegan enskilt med AFI-basisten Hunter Burgan medan Matt Sharp från Weezer/The Rentals spelade bas på Saras låtar. The Con producerades av Walla och spelades in i Portland, Oregon med en budget på 50 000 dollar, enligt avtal med Sire Records. Det släpptes i juli 2007 och innebar Tegan and Saras första kommersiella genombrott, med en fjärde placering i Kanada och en plats 34 på amerikanska Billboard 200. Singeln "Back in Your Head" listnoterades med topplaceringen 32 på den belgiska listan Ultratop.
Walla producerade även gruppens sjätte album, Sainthood, tillsammans med Howard Redekopp. Under inspelningsprocessen bröt Walla deras gamla tillvägagångssätt och bestämde att inte använda pålägg utan istället spela in alla låtar live som ett fullbordat band. Sara var till en början nervös inför att spela in på detta sätt, men har senare medgett att soundet blev "större och mer kraftfullt … för första gången … det här är en gruppskiva". Sainthood gavs ut i oktober 2009 med singlarna "Hell" och "Alligator". Det nådde fjärde plats i Kanada och plats 21 i USA. I samband med Sainthood utgavs även tre böcker; ON, IN och AT.

### Heartthrob(2012–2015)
I november 2011 tillkännagav gruppen att de skrev material till deras sjunde album. Albumet Heartthrob producerades huvudsakligen av Greg Kurstin och släpptes i januari 2013. Det gick in på tredje plats på Billboard 200 och såldes i 49 000 exemplar under dess första vecka. "Closer" släpptes som skivans första singel den 25 september 2012 och handlar om Tegans ungdom, "en tid före komplicerade förhållanden, drama och hjärtesorg".
Vid 2014 års Juno Awards vann Tegan and Sara pris för årets grupp, årets popalbum (Heartthrob) och årets singel ("Closer"). 2014 medverkade duon tillsammans med The Lonely Island på ledmotivet till Lego filmen, "Everything Is Awesome". Låten släpptes även på singel.

### Love You to Death(2016–2018)
Tegan and Sara slutförde inspelningen av deras åttonde studioalbum i november 2015. Albumet Love You to Death släpptes den 3 juni 2016 och innehåller bland annat huvudsingeln "Boyfriend". Duon presenterade det nya materialet under fyra konserter i Nordamerika i maj 2016.

### Hey, I'm Just Like You(2019–)
I början av 2019 tillkännagav Tegan and Sara att de arbetade på deras nästa album som skulle släppas senare under året. Den 9 juli skrev de på Instagram att deras nionde album skulle heta Hey, I'm Just Like You och innehålla 12 nyinspelade låtar de ursprungligen skrev som tonåringar. Albumet kommer att ges ut den 27 september 2019. I samband med skivsläppet kommer duon även att ge ut sin självbiografi, High School, den 24 september.

## Musiken

### Influenser
Under uppväxten upptäckte duon rockmusik genom sin mor och hennes pojkvän. Tegan har sagt att de lyssnade på "allt ifrån Pet Shop Boys och Depeche Mode till Kate Bush, Bruce Springsteen, U2, Cyndi Lauper". Som tonåringar influerades de mycket av 90-talsband som The Smashing Pumpkins, Nirvana och Pixies, och har även visat stor beundran för Phil Collins. Sara har sagt att hennes favoritalbum är Siamese Dream av The Smashing Pumpkins medan Tegan visat intresse för Rihanna; hennes låt "Unfaithful" var en direkt inspiration till singeln "I Was a Fool".

### Musikstil
Tegan and Sara startade som en folkrockgrupp med akustisk gitarr i fokus men i samband med albumet If It Was You (2002) började bandet även experimentera med effekter från elgitarr, keyboard och synth i "ett stuk som tar in både smittande pop, slamrig punk och kaxig alternativcountry". Fastän det akustiska soundet fortfarande varit karaktäristiskt, inte minst vid liveframträdanden, fick elgitarren ta över rollen på 2009 års Sainthood, ett album med starka new wave-influenser. Det synthbaserade albumet Heartthrob från 2013 markerade gruppens största musikaliska förändring hittills enligt Sara; "Ingen kommer att förväxla det med någon av våra tidigare skivor [...] Det har ett större, fetare och gladare sound".

### Låtskrivande
Tegan and Sara skriver generellt alltid sina låtar var för sig; ett första undantag gjordes under ett låtskrivarmöte inför 2009 års Sainthood. Tegans låtar har karaktäriserats som rakare och slagkraftigare med tydligare drag från duons poppunk-influenser medan Saras låtar beskrivits vara mer introspektiva, lagrade och komplexa. Under låtskrivarprocessen tenderar Tegan att skriva sina låtar i ett snabbt tempo medan Sara tar mer tid på sig för att skapa mer djup. Även om de skriver sina respektive låtar på egen hand står både Tegan och Sara angivna som upphovsmän på samtliga album. På Sainthood är tre låtar skrivna av Tegan tillsammans med Hunter Burgan och på Heartthrob bidrog Greg Kurstin, Ned Shepard, Jack Antonoff och Mike Elizondo som låtskrivare.

## Samarbeten
Genom åren har Tegan and Sara samarbetat med många olika artister, både tillsammans och var för sig. Bandets singel "Back in Your Head" från 2008 innehöll en remix av DJ Tiësto, och 2009 släppte Tiësto låten "Feel It in My Bones" som duon hade bidragit med sång till. De samarbetade med DJ Morgan Page på låtarna "Body Work" och "Video" från Pages 2012 års album In the Air. Tegan and Sara har även skrivit och framfört låten "Shudder to Think" till soundtracket för filmen Dallas Buyers Club 2013.

### Tegan Quin
Tegan Quin sjöng på Rachael Cantus låt "Saturday" från albumet Run All Night (2006). Året därpå medverkade hon i Against Me!s låt "Borne of the FM Waves of the Heart" från albumet New Wave (2007) och även i musikvideon. Hon skrev och spelade in låten "His Love" på begäran av författaren Augusten Burroughs som ett bidrag till ljudboksversionen av hans memoar A Wolf at the Table, utgiven i april 2008. År 2009 sjöng Quin med Jim Ward, gitarrist i At the Drive-In, på låten "Broken Songs" från hans solo-EP In the Valley, On the Shores. 2011 gästade hon rapparen Astronautalis album This Is Our Science på låten "Contrails".

### Sara Quin
Sara Quin samarbetade med rockbandet The Reason på singeln "We're So Beyond This" 2007 och medverkade även i musikvideon. Hon hade därefter en roll i Kaki Kings musikvideo "Pull Me Out Alive". År 2011 sjöng hon på låten "Why Even Try" från rapparen Theophilus Londons EP Lovers Holiday. Samma år medverkade Quin på Jonathan Coultons album Artificial Heart, där hon sjöng på albumets remake av låten Coulton skrev för datorspelet Portal, "Still Alive". Quin tolkade Alicia Keys "Try Sleeping with a Broken Heart" vid Dovemans Burgundy Stain Sessions 2011. Hon sjöng på låtarna "To Who Knows Where" och "Dream Tonight" från albumet Look to the Sky (2012) av James Iha, tidigare medlem i The Smashing Pumpkins.

## Arbete för HBTQ-personers rättigheter
Systrarna verkar för HBTQ-personers säkerhet och rättigheter. I december 2016 startades organisationen Tegan and Sara Foundation, som enligt webbplatsen arbetar för "ekonomisk rättvisa, hälsa och att främja HBTQ-tjejer och -kvinnor".

## Ackompanjemang
- Tegan Quin – sång, gitarr, keyboard
- Sara Quin – sång, gitarr, keyboard

Nuvarande medlemmar
- Eva Gardner – bas (2016–)
- Gabrial McNair – keyboard (2016–)
- Brendan Buckley – trummor (2016–)

Tidigare medlemmar
- Ted Gowans – gitarr, keyboard (2004–2014)
- Jasper Leak – bas (2012–2014)
- John Spence – keyboard (2012–2014)
- Adam Christgau – drums (2013–2014)
- Johnny Andrews – trummor (2006–2010)
- Shaun Huberts – bas (2007–2010)
- Chris Carlson – bas (2001–2006)
- Rob Chursinoff – trummor (2001–2005)
- Jason McGerr – trummor (2012)

## Diskografi
- Under Feet Like Ours (1999)
- This Business of Art (2000)
- If It Was You (2002)
- So Jealous (2004)
- The Con (2007)
- Sainthood (2009)
- Heartthrob (2013)
- Love You to Death (2016)
- Hey, I'm Just Like You (2019)